# Krasňany
Krasňany (bis 1927 slowakisch auch „Krašňany“; ungarisch Krasznyán – bis 1907 Krasznyan) ist eine Gemeinde im Norden der Slowakei mit 1669 Einwohnern (Stand 31. Dezember 2024) im Okres Žilina, einem Kreis des Žilinský kraj.

## Geographie
Die Gemeinde befindet sich im Ostteil des Talkessels Žilinská kotlina am Unterlauf der Varínka beim Zusammenfluss mit dem Bach Kúr. Im Osten ragt das Gemeindegebiet in die Kleine Fatra ein, bis zum Hang des Bergs Malý Kriváň (1671 m n.m.). Das Ortszentrum liegt auf einer Höhe von 380 m n.m. und ist zwölf Kilometer von Žilina entfernt.

## Geschichte

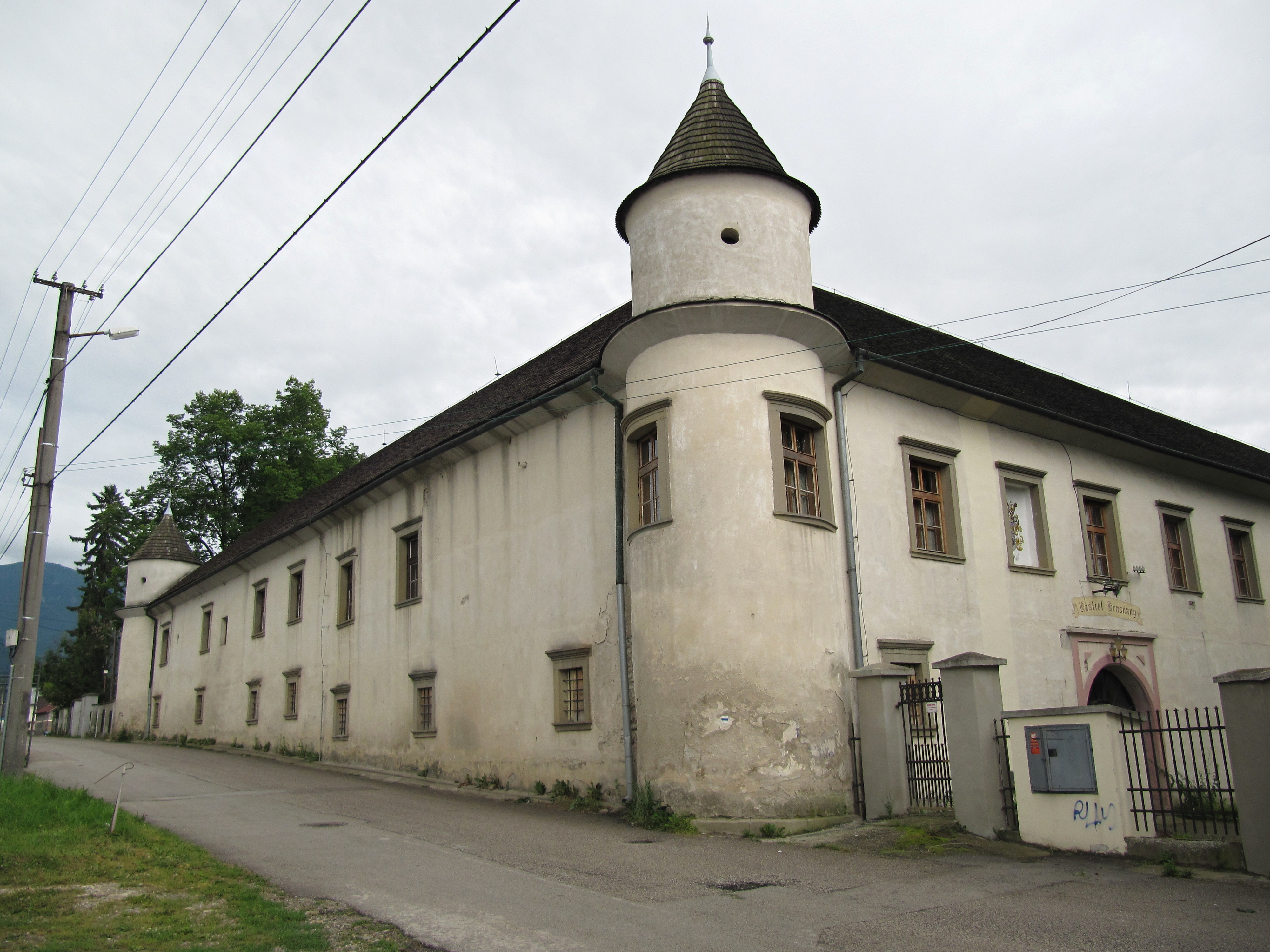
Landschloss im Ort

Der Ort wurde zum ersten Mal 1354 als Karazna schriftlich erwähnt, ist aber älteren Ursprungs. In diesem Jahr wurde das Dorf neu besiedelt nach Silleiner Recht, wobei die ersten Einwohner 20 Jahre Steuerfreiheit erhielten. Im Mittelalter gehörte das Dorf zum Herrschaftsgut der nahen Starý hrad. 1828 zählte man 56 Häuser und 466 Einwohner, die vorwiegend in Landwirtschaft beschäftigt waren, zudem gab es Kalksteinbrüche im Gemeindegebiet.
Bis 1918 gehörte der im Komitat Trentschin liegende Ort zum Königreich Ungarn und kam danach zur Tschechoslowakei beziehungsweise heute Slowakei.

## Bevölkerung
| Jahr                | 1994 | 2004     | 2014     | 2024     |
| ------------------- | ---- | -------- | -------- | -------- |
| Anzahl der Personen | 1118 | 1231     | 1466     | 1669     |
| Unterschied         |      | +10,10 % | +19,09 % | +13,84 % |

| Jahr                | 2023 | 2024    |
| ------------------- | ---- | ------- |
| Anzahl der Personen | 1660 | 1669    |
| Unterschied         |      | +0,54 % |

Gemäß der Volkszählung 2011 wohnten in Krasňany 1430 Einwohner, davon 1236 Slowaken, sechs Tschechen und je ein Mährer, Pole und Ukrainer; 167 Einwohner waren anderer Ethnie. 18 Einwohner machten keine Angabe. 1161 Einwohner gehörten zur römisch-katholischen Kirche, sieben Einwohner zur evangelischen Kirche A. B., sechs Einwohner zur altkatholischen Kirche, zwei Einwohner zur orthodoxen Kirche und ein Einwohner zur evangelistischen Kirche und zur tschechoslowakisch-hussitischen Kirche; ein Einwohner war anderer Konfession. 29 Einwohner waren konfessionslos und bei 222 Einwohnern ist die Konfession nicht ermittelt.
Ergebnisse nach der Volkszählung 2001 (1202 Einwohner):
| Nach Ethnie: - 98,84 % Slowaken - 0,83 % Tschechen - 0,25 % Ukrainer | Nach Konfession: - 98,17 % römisch-katholisch - 0,67 % konfessionslos - 0,58 % keine Angabe - 0,08 % evangelisch - 0,08 % griechisch-katholisch |

## Sehenswürdigkeiten
- Kapelle im barocken Stil
- zwei Landschlösser gleich nebeneinander, die seit dem 19. Jahrhundert durch einen Verbindungsflügel verbunden sind. Das ältere Landschloss wurde 1667–78 im U-förmigen Grundriss, das neuere gegen Ende des 17. Jahrhunderts im L-förmigen Grundriss erbaut und beide waren Sitz der Familie Pongrácz.